# John Campbell, 5:e hertig av Argyll

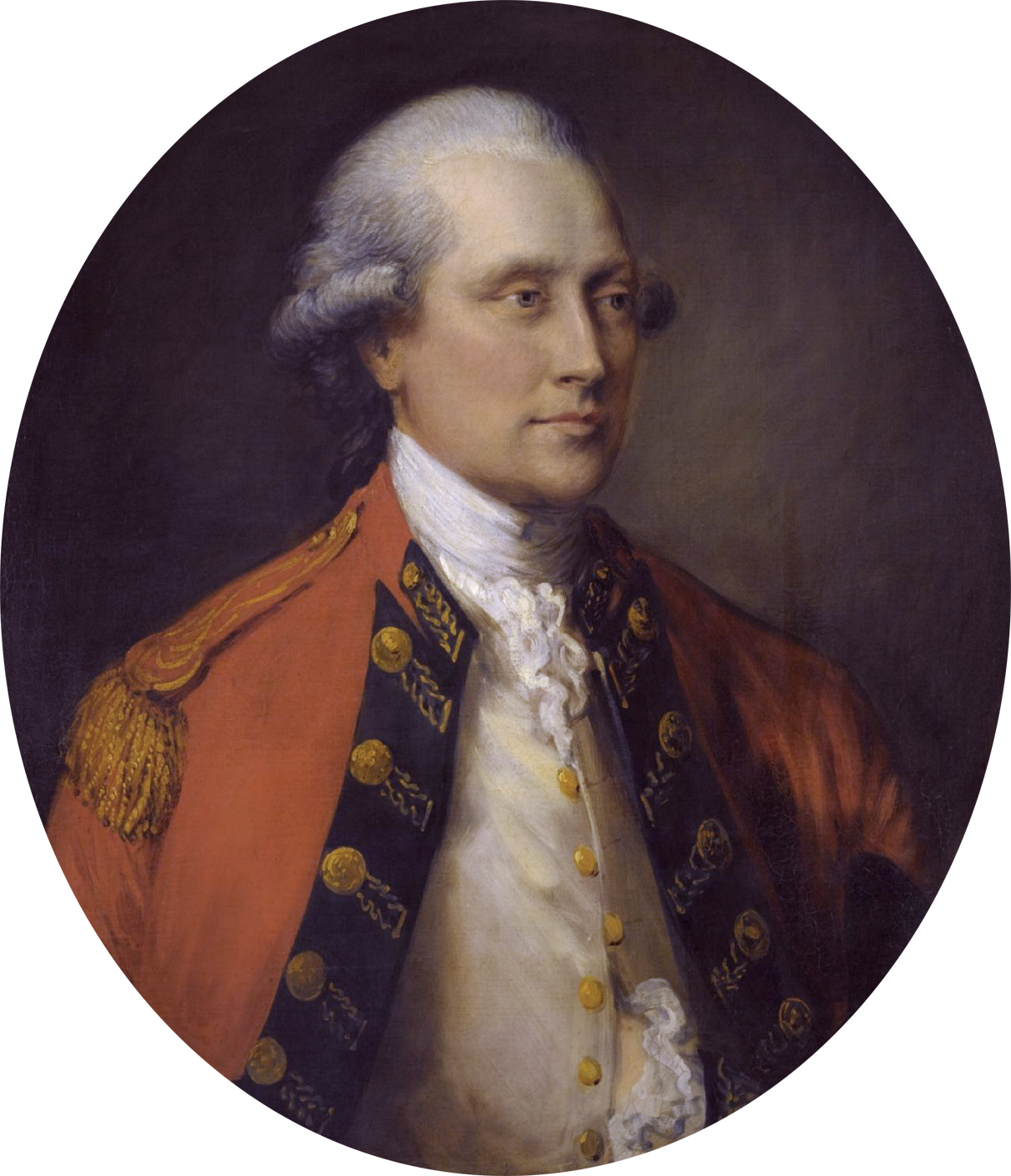
John Campbell, 5:e hertig av Argyll, målning av Thomas Gainsborough.

John  Campbell, 5:e hertig av Argyll, född 1723, död 1806, son till John Campbell, 4:e hertig av Argyll. 
Han gjorde en militär karriär, avslutad som fältmarskalk 1796. Han var också parlamentsledamot (MP) 1744–1766. Under senare delen av sitt liv residerade han mestadels på släktgodset Inveraray Castle i Argyllshire i Skottland.
1759 gifte han sig med änkehertiginnan av Hamilton, Elizabeth Douglas-Hamilton (1733–1790), tidigare gift med James Hamilton, 6:e hertig av Hamilton. De fick fem barn, däribland:
- George Campbell, 6:e hertig av Argyll (1768–1839)
- Lady Charlotte Campbell (1775–1861) författarinna m.m., gift 1:o med överste John Campbell
- John Campbell, 7:e hertig av Argyll (1777–1847)